# Heladiusz
Heladiusz – imię męskie pochodzenia greckiego (‘Ελλαδιος – Helladios, forma zlatynizowana), od ‘Ελλαδος (Hellados) oznaczającego "grecki". 
Żeńskim odpowiednikiem jest Heladia.
Heladiusz imieniny obchodzi 8 stycznia, 18 lutego, 8 maja, 25 maja, 28 maja.
Odpowiedniki w innych językach:
- ang. – Helladius
- gr. – Helladios (forma zlatynizowana), Hellados, Helladios
- hiszp. – Eladio
- łac. – Helladius
- niem. – Helladius

Znane osoby o tym imieniu:
- Święty Heladiusz, męczennik w Libii (wraz z diakonem Teofilem)
- Święty Heladiusz (zm. ok. 244), męczennik (wraz z Crescensem, Dioscoridesem i Pawłem)
- Święty Heladiusz z Auxerre (zm. 387), biskup Auxerre
- Święty Heladiusz z Toledo (zm. 633), arcybiskup Toledo